# Lierfoss Station
Lierfoss Station (Lierfoss stasjon) var en jernbanestation på Urskog–Hølandsbanen, der lå ved bebyggelsen Lierfoss i Aurskog-Høland kommune i Norge.
Stationen åbnede 16. november 1896, da den første del af banen fra Bingsfoss til Bjørkelangen blev taget i brug. Oprindeligt hed den Lierfos, men den skiftede navn til Lierfoss 22. maj 1932. Stationen blev nedlagt sammen med banen 1. juli 1960.
Den første stationsbygning blev opført i 1896 efter tegninger af Günther Schüssler. I 1930'erne opførtes en ny stationsbygning efter tegninger af Urskog–Hølandsbanens driftsbestyrer Eigil Prydz. Begge bygninger er nu revet ned.